# アポリア
アポリア（希: ἀπορία, aporia、「行き詰まり」「問題解決能力の欠如」「困惑」「当惑」の意味）は、
- 哲学では、哲学的難題または困惑の状態のこと。
- 修辞学では、修辞学的に役立つ疑問の表現のこと。疑惑法[1]。

## 哲学
哲学において、アポリアは哲学的難題または問題の中の一見解明できそうにない行き詰まりのことで、もっともらしいが実は矛盾している前提の結果として生じることが多い。さらにアポリアは、そうした難題・行き詰まりに困惑させられた、つまり途方に暮れた状態のこともいう。アポリアの概念はギリシア哲学の中に見られるだけでなく、ジャック・デリダの哲学の中でも重要な役割を果たしている。
プラトンの初期の対話篇は、最後がアポリアで終わることから、アポリア的な対話篇と呼ばれることが多い。ソクラテスは徳や勇気といった概念の性質や定義について対話者に質問する。それからソクラテスは反対論証的な試問を通して、対話者にその答えが不十分であることを示す。多くの試みが失敗した後で、対話者は検討してきた概念についてアポリアの状態に陥り、そのことについて何も知らないことを認める。プラトンの『メノン』（84a-c）で、ソクラテスは人をアポリアに陥らせることから解消する有効な方法を叙述する。それを何かを知っていると思っている人に、本当は知らないのだということをわからせ、その人にそれを研究したいという欲望を注ぎ込むことである。
アリストテレスの『形而上学』では、アポリアは探求の方法の役を演じる。アプリオリな法則から始まる合理主義哲学の探求やタブラ・ラーサから始まる経験論の探求とは対照的に、アリストテレスは『形而上学』の中で、とくに先人たちの頭を悩ませたものから引き出した、さまざまなアポリアを概観することによって、自身の探求を始める。アリストテレスはこう主張する。「我々が探求している科学を目的として、まず最初に論じなければならない問題を最初に述べることが必要である」（995a24）。「形而上学」β巻はアポリアのリストである。

## 修辞学
修辞学のアポリアは、話し手が自らの立場について（多くの場合は偽りの）疑念を示したり、聴衆に対して「どのように話を進めるべきか」と問いかけたりする修辞技法である。疑惑法（dubitatio）とも呼ばれる。その目的の一つは、話し手の対立相手の信用を落とすことかもしれない。たとえば、次のようなものである。ここでデモステネスは疑惑法により、対立相手（アイスキネス）の父親がかつて奴隷だったことを持ち出し、母親の売春を暗示することで、アイスキネスの社会的信用を落としている。